# بادي برينان
بادي برينان (بالإنجليزية: Paddy Brennan)‏ هو فارس أيرلندي، ولد في 13 أبريل 1981.